# Dick van Luijn
Dirk Govert (Dick) van Luijn (Utrecht, 29 september 1896 – aldaar, 14 augustus 1981) was een Nederlands kunstenaar.
Als jonge man was Van Luijn op tekenles bij de Toynbee-vereniging in Utrecht en was aldaar leerling van de Kunstnijverheidsschool. Hij werd later lid van het befaamde gezelschap De Onafhankelijken (sinds 1927) en was enige jaren vicevoorzitter van De Grafische (1937).
Was ook bestuurslid (1951-1964) van de Utrechtse Kring en organiseerde veel tentoonstellingen van door hem gewaardeerde kunstenaars.
Was in de jaren twintig nauw betrokken bij vernieuwingen in de beeldende kunst onder andere door zijn contacten met Willem van Leusden en Gerrit Rietveld.
Komt in de jaren dertig regelmatig in Parijs en krijgt direct goed contact met Piet Mondriaan. Zij maken samen lange wandelingen door Parijs, langs musea en galeries. Het contact met Mondriaan heeft hem definitief tot het figuratieve teruggebracht.
Hij werkte als kunstschilder, tekenaar, aquarellist, etser, lithograaf, hout- en kopergraveur, ex-librisontwerper en boekbandontwerper.
Om de kost te verdienen was hij vaak genoodzaakt om zich bezig te houden met het inrichten van winkelinterieurs (in een stijl verwant met die van Gerrit Rietveld) en het tekenen van reclames. Later werkte hij ook samen met Han Pieck aan een serie moderne muurschilderingen in een Haarlems zakenpand.
Ook richtte hij in zijn huis “Luynenburg” aan de Oudegracht in Utrecht een eigen kunstzaal in genaamd "de Parterre" waar hij tal van exposities organiseerde voor talentvolle jonge kunstenaars.
Voor de Wereldbibliotheek was hij vanaf 1932 illustrator en boekbandontwerper.

## Illustraties in bibliofiele uitgaven
- Maanreis - Illustraties Dick van Luijn; Tekst S. de Cyrano de Bergerac; Uitgave 'Wereldbibliotheek', Amsterdam, 1933
- De Goudkever - Illustraties Dick van Luijn; Tekst Edgar Allan Poe; Uitgave 'Wereldbibliotheek', Amsterdam 1936
- Tafereel Van De Overwintering Der Hollanders Op Nova-Zembla - Illustraties Dick van Luijn; Tekst Hendrik Tollens Cz.; Uitgave 'Wereldbibliotheek', Amsterdam 1939
- De Bedelares van de Pont Des Arts - Illustraties (30 houtsneden) Dick van Luijn; tekst Wilhelm Hauff; vert. Nico van Suchtelen. Uitgave 'Wereldbibliotheek', Amsterdam/Antwerpen 1949. - "Premie voor de leden der W.B.-Vereniging op St. Nicolaas 1949."
- Vertellingen - Illustraties Dick van Luijn; Tekst Edgar Allan Poe; Uitgave 'Wereldbibliotheek', Amsterdam 1950
- Langs De Waal - Map met acht etsen; Eigen uitgave 1976